# Ca' Noghera
Ca' Noghera è una località della città di Venezia, situata sulla terraferma e appartenente alla municipalità di Favaro Veneto.
È nota in quanto dal 1999 vi sorge una sede distaccata del Casinò di Venezia, realizzata qui per la vicinanza all'Aeroporto di Venezia-Tessera.

## Geografia fisica
È l'abitato più orientale del comune, in prossimità del confine con Marcon e Quarto d'Altino. Si trova al centro di una vasta area agricola delimitata a nord e a est dall'ultimo tratto del Dese. Numerosi i canali legati alle recenti bonifiche: si ricordano il fosso Fornasotta e i collettori Acque Basse, Acque Medie, Altinate, Cattal, Valle Pagliaga. Va citato inoltre l'Osellino est, canale tronco tributario del Dese e in origine tratto finale dell'Osellino, il cui corso è stato modificato con la costruzione dell'Aeroporto.

## Storia
Il toponimo si è radicato in epoca piuttosto recente e si riferiva a un'osteria denominata "alla Noghera" per la presenza di un grande albero di noce (in veneto locale noghèra).
Sebbene oggi l'area di Ca' Noghera sia poco abitata e ben lontana dalla periferia mestrina, doveva essere ben più importante in età romana. Qui, infatti, l'importante via Annia si preparava ad entrare nell'ormai vicina città di Altino, i cui resti si trovano tuttora appena oltre il Dese e il canale di Santa Maria. A conferma di ciò, nei dintorni della località abbondano i rinvenimenti archeologici, anche di una certa importanza: è il caso di una necropoli rinvenuta in zona Val Pagliaga.
La decadenza del centro portò la zona ad impaludarsi e fu recuperata per l'utilizzazione agricola solo a partire dalla Serenissima.
Fino agli anni '70 attraversata direttamente dalla Strada statale 14, in seguito al notevole traffico è stata costruita poco più ad est una bretella a due corsie per senso di marcia.

## Monumenti e luoghi d'interesse

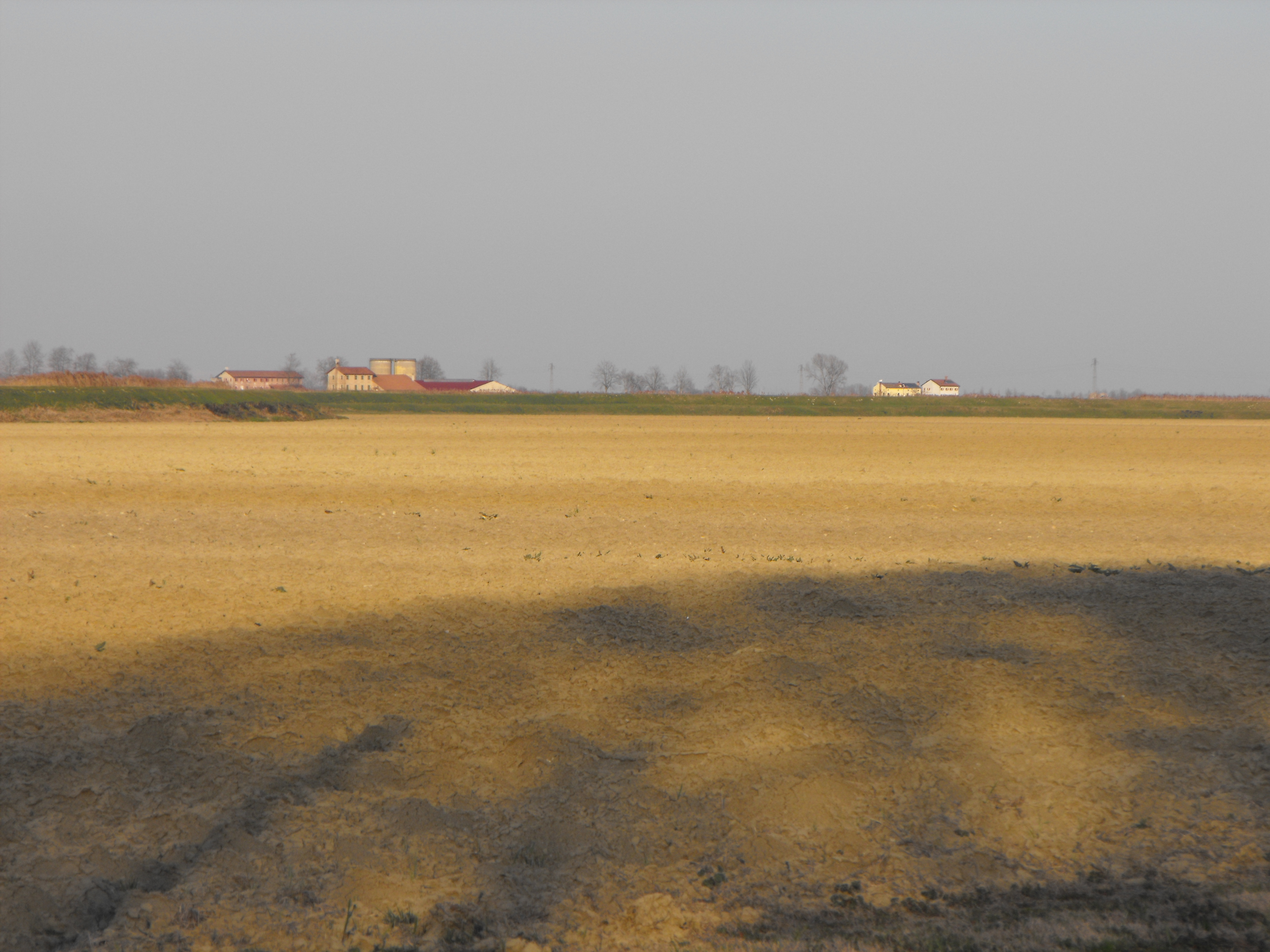
La campagna di Ca' Noghera; sullo sfondo si può scorgere l'argine del Dese.

La parrocchiale è un edificio recente (1948) la cui costruzione fu promossa dal conte Jacopo Marcello, proprietario di una tenuta nei dintorni. La struttura, in mattoni a vista, è a tre navate con abside semicircolare e fu progettata dall'ing. Giovanni Dell'Olivo.
La marginalità di Ca' Noghera ha mantenuto intatto il paesaggio agricolo circostante, che si presenta oggi sostanzialmente invariato rispetto alle ultime bonifiche novecentesche.